# Baciami stupido (singolo)
Baciami stupido è un singolo della cantante italiana Arisa, pubblicato il 10 maggio 2024.

## Descrizione
Il brano, scritto e composto da Riccardo Zanotti, Simone Bertolotti, Andrea Bonomo e Pacifico (con i primi due che ne hanno curato anche la produzione), è una celebrazione dell'amore universale in ogni sua forma.

## Promozione
Il singolo è stato presentato per la prima volta durante la puntata del 9 maggio 2024 del programma televisivo Viva Rai2!.

## Video musicale
Il video ufficiale, diretto da Shalla Hope, è stato pubblicato il 17 maggio 2024 attraverso il canale YouTube della cantante.

## Tracce
Testi di Riccardo Zanotti, Luigi De Crescenzo e Andrea Bonomo, musiche di Riccardo Zanotti, Luigi De Crescenzo, Andrea Bonomo e Simone Bertolotti.
1. Baciami stupido – 3:05